# Casa Joan Baptista Rubinat
La Casa Joan Baptista Rubinat és una obra modernista de Barcelona protegida com a Bé Cultural d'Interès Local.

## Descripció
L'edifici d'habitatges situat al carrer Or, 44 està ubicat al Districte de Gràcia, a una illa de cases delimitada pels carrers Torrijos, Torrent d'en Vidalet, Sant Lluís i Or, amb l'accés principal encarat a la plaça Virreina. Es tracta d'un edifici d'habitatges que Joan Baptista Rubinat i Planas va encarregar a Francesc Berenguer Mestres a inicis del segle xx. De planta rectangular amb pati al darrere, té la caixa d'escales al centre i, alineats amb aquesta, dos petits patis de llum.
L'estructura en alçat presenta planta baixa i cinc pisos, amb terrat pla transitable tancat per una barana de ferro forjat. La façana presenta una composició plana i simètrica, amb llurs obertures disposades en quatres eixos verticals i cinc horitzontals de ritme regular.
A la planta baixa s'hi troben quatre portals idèntics, tots configurats per matxons de pedra suaument motllurats on descarreguen quatre arcs angulars de maó. El portal d'accés al vestíbul de la finca, localitzat a la part més occidental, presenta la porta enretirada de l'aplom de la façana. A la resta de pisos hi ha quatre balcons amb llosanes, de perfil sinuós, que mostren a la part inferior les biguetes de ferro que sustenten els revoltons, decorats amb trencadís. Aquests balcons tenen un minuciós tancament de ferro forjat, amb els barrots ondulats i enllaçats. També marquen els quatre eixos verticals, sent coronats al terrat per uns aguts pinacles de maó vist i un treballat suport de ferro forjat per subjectar la politja.
A partir de la primera planta, excepte als emmarcaments de maó que envolten les obertures i el coronament de l'edifici, el parament de la façana està cobert amb morter i decorat amb esgrafiats bicolors de motius florals i geomètrics.

## Història
L'any 1905 Joan Baptista Rubinat i Planas va encarregar a Francesc Berenguer Mestres la construcció d'una casa d'habitatge. El projecte està signat per Joan Rubió i Bellver, ja que Berenguer no aconseguí el títol d'arquitecte.

## Galeria

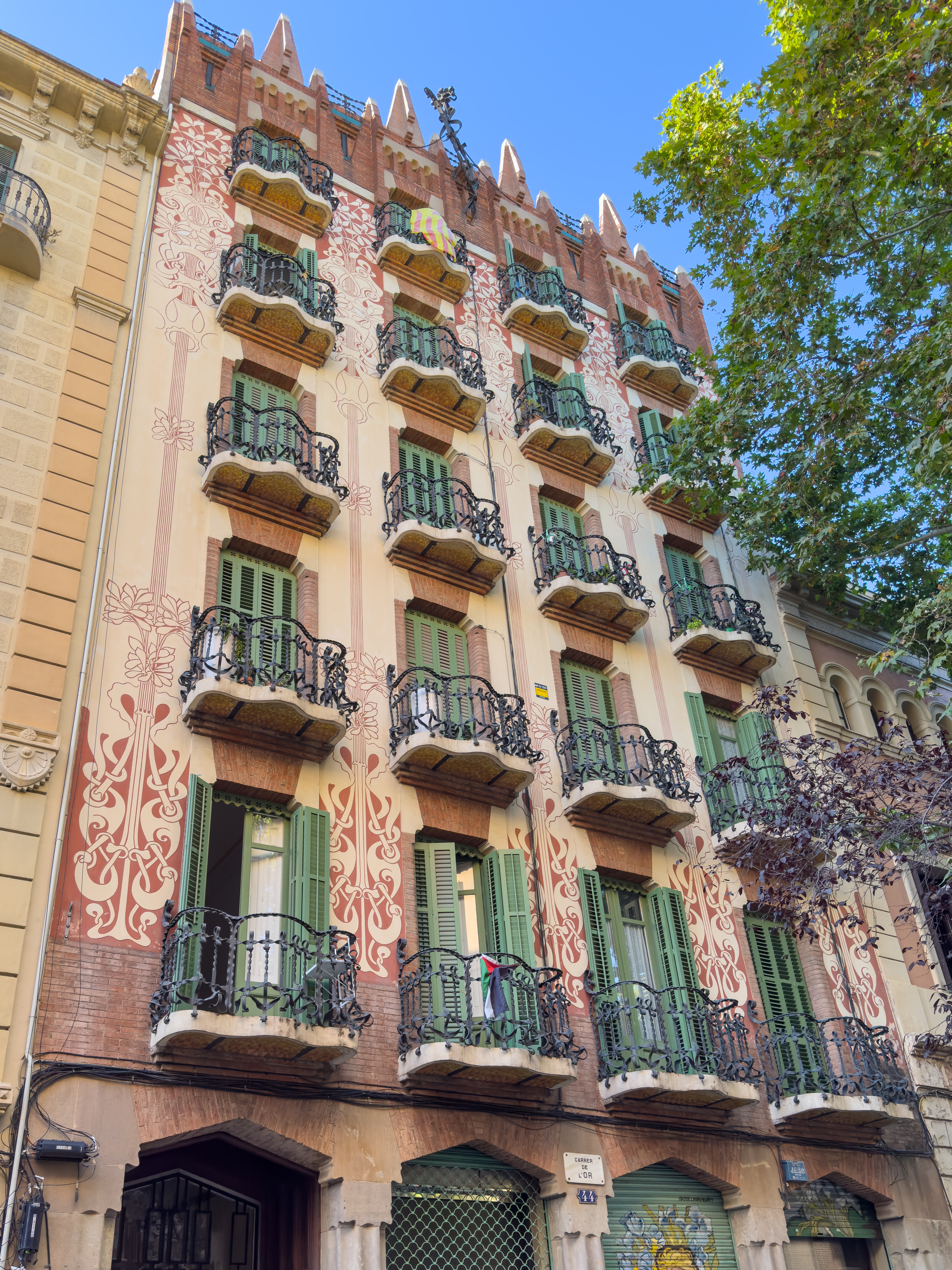
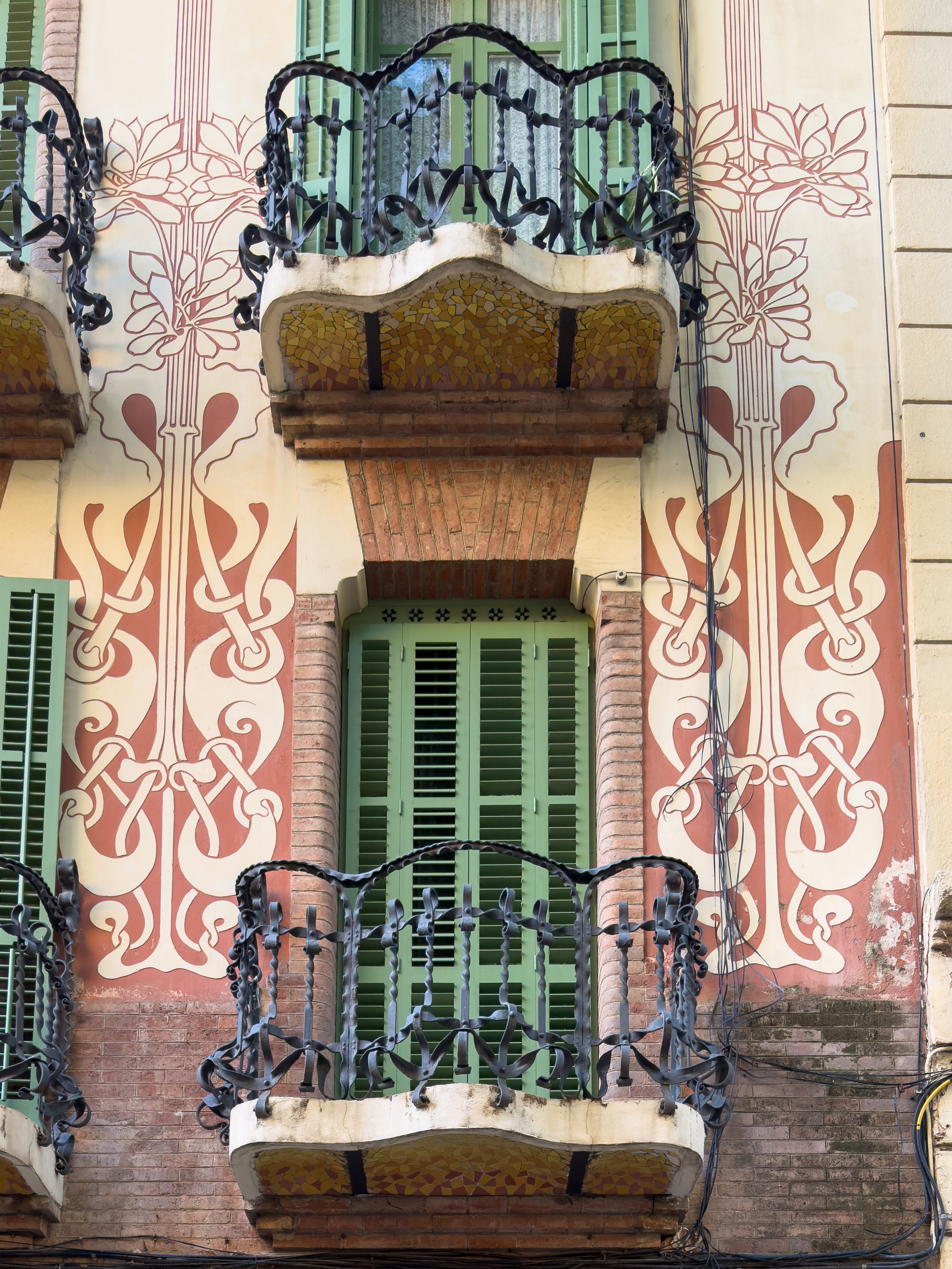
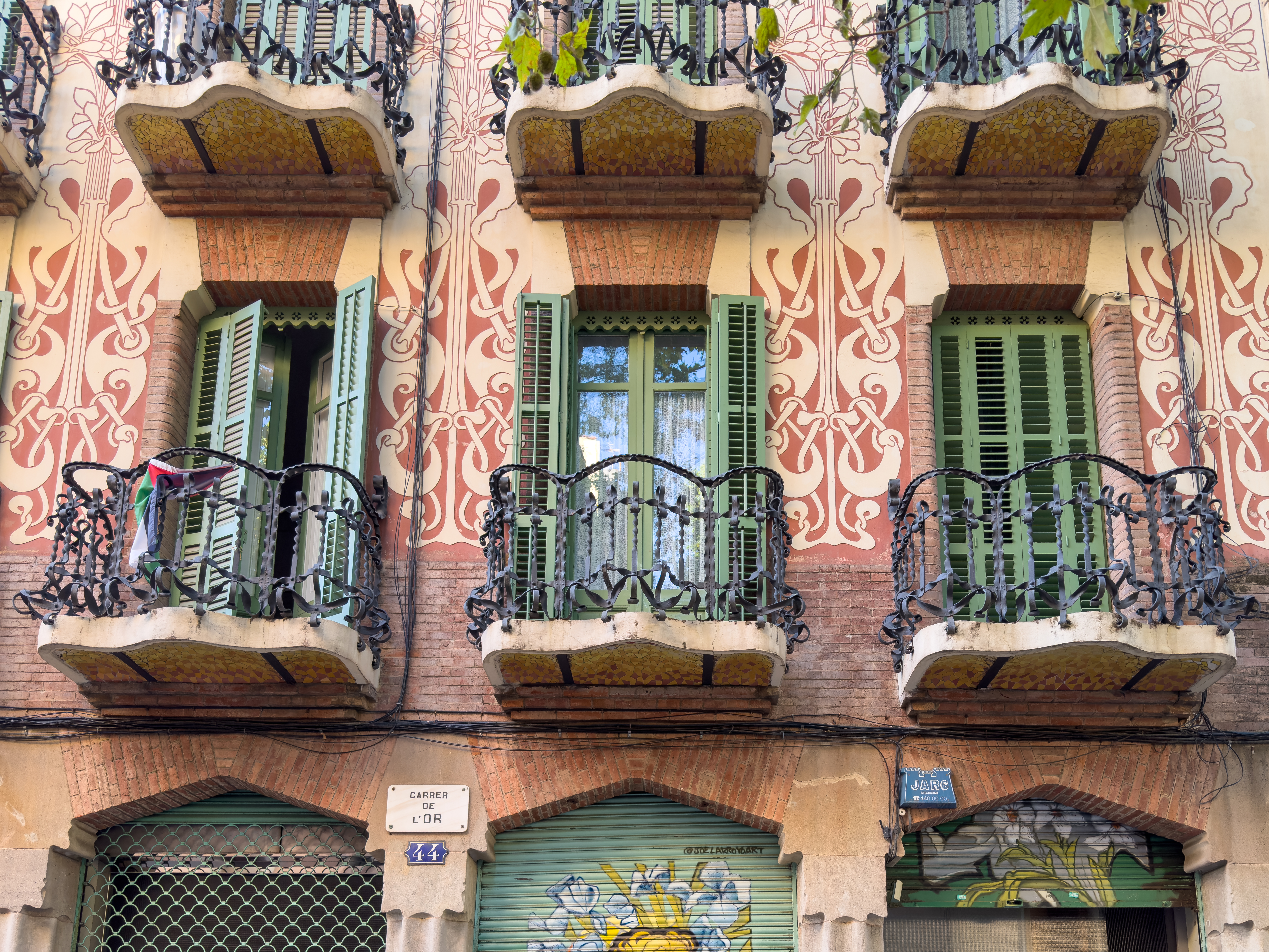